# Tiora radiata
Tiora radiata är en fjärilsart som beskrevs av Jean Romieux 1927. Tiora radiata ingår i släktet Tiora och familjen juvelvingar. Inga underarter finns listade i Catalogue of Life.